# NGC 2490
NGC 2490 je galaksija u zviježđu Blizancima.

## Vanjske poveznice
- SEDS: NGC 2490